# Lago de Gásperi
El lago De Gásperi es un lago ubicado sobre la frontera internacional de la isla Grande de Tierra del Fuego, entre el lago Deseado y el canal Beagle, al oriente de la sierra Valdivieso.: 631 

## Historia
La zona fue explorada en 1907 por una expedición de Carl Skottsberg y Albert Pagels, pero el nombre le fue dado por la expedición de Alberto María de Agostini de 1919 para perpetuar la memoria de su compañero de expedición Juan De Gasperi (1892-1916).: 631 